# 佩尔-埃里克·拉松
佩尔-埃里克·拉松（瑞典語：Per-Erik Larsson，1929年5月3日—2008年5月31日），瑞典男子越野滑雪运动员。他曾代表瑞典参加1956年和1960年冬季奥林匹克运动会越野滑雪比赛，获得一枚铜牌。